# Aulodrilus americanus
Aulodrilus americanus är en ringmaskart som beskrevs av Brinkhurst och Cook 1966. Aulodrilus americanus ingår i släktet Aulodrilus och familjen glattmaskar. Inga underarter finns listade i Catalogue of Life.